# Iadus (tribu)
Los iadus o iadavas eran una de las cinco tribus o clanes arios mencionados en el Rig-veda (el primer texto de la literatura de la India, de mediados del II milenio a. C.).
Decían ser descendientes del rey Iadu.

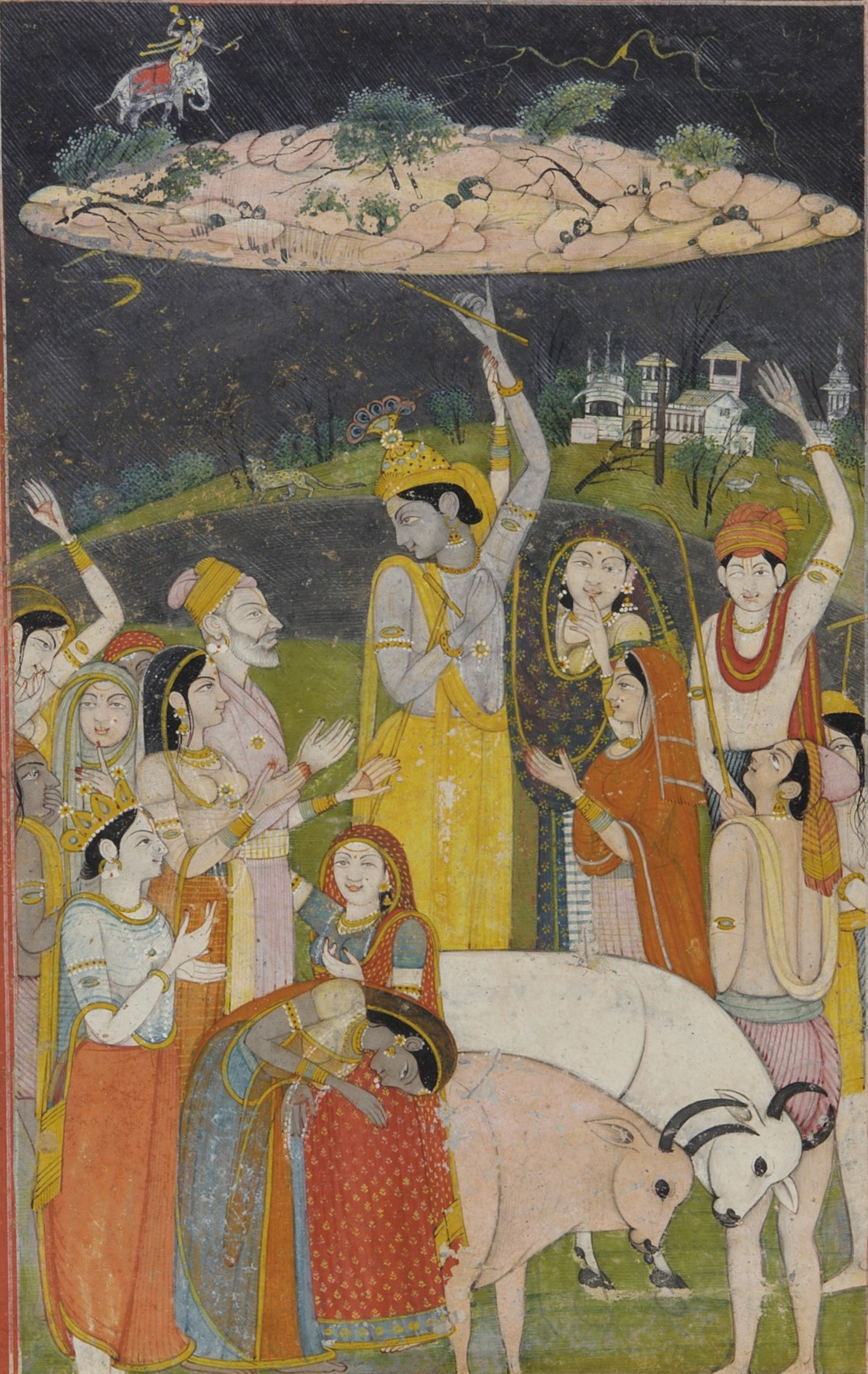
El dios-pastor Krisná, de la dinastía iadu, sosteniendo la colina-dios Góvardhana.

- yādava, en el sistema AITS (alfabeto internacional para la transliteración del sánscrito).
- यादव, en escritura devanagari del sánscrito.
- Pronunciación: /iadáva/,[1] aunque es común escucharlo como /iádava/, debido a la vocal larga ā (iaadáva). Los patronímicos en general son palabras graves, no esdrújulas: pandávas, kaurávas, etc.
- Etimología: ‘descendiente de [el rey] Iádu’.[1]

## Dinastía
Los descendientes de Iádu se expandieron y se dividieron en dos ramas:
- los jaijaia iadavas (descendientes del rey Sashtra Yit, que invadieron las regiones del norte) y
- los kroshta iadavas (descendientes del rey Kroshta, que invadieron las regiones del sur).

El rey Jaijaia era el hijo de Sata Yit y nieto de Sashtra Yit.
El rey Sashtra Yit creó un nuevo reino y —contra su derecho de primogenitura— se lo ofreció a su hermano menor Kroshta.
Entonces Kroshta se convirtió oficialmente en el heredero del rey Iadu.
Por eso los pauravas (o Purú Vanshi, ‘descendientes del rey Purú’) fueron los únicos que fueron reconocidos como miembros de la dinastía lunar.
No se sabe bien en qué regiones se instalaron los miembros del clan iadu.
Algunos eruditos sugieren que heredaron los territorios al suroeste de la llanura gangética, entre el río Chambal, Betwa y Ken (que corresponden a las áreas fronterizas de los estados Jariana, Uttar Pradesh y Madhia Pradesh (en la India actual).
Los descendientes de la tribu iadu incluyen al pastor-rey-dios Krisná.
La tribu iadu deriva de la dinastía de Soma, el dios de la droga psicotrópica soma, que se identifica con Chandra (dios de la Luna).
Varias castas y comunidades de la India moderna, tales como los bhati, los jadaun, los rajputs,  los yadeya y los iadavas dicen descender del rey Iadu.

## El país iadu
En la mitología hinduista, Iadu (en inglés Yadu) era el nombre de un país al oeste del río Iamuna, cerca de los pueblos de Mathura y la aldea de Vrindavan, sobre el cual reinó el rey Iadu.
Las distintas escrituras ubican ese territorio en el Decán o en el sur de la India.

## Los iadus en el «Bhágavata-purana»
(Entre paréntesis se ubica el número de khanda, capítulo y sloka):
- iadu-kula-kṣaiam: la aniquilación de la dinastía iadu (Bhágavata-purana 1.13.12).
- iadu-puriāḥ: de la ciudad de los iadus (1.14.22).
- iadu-kula-ambhodhau: en el océano [la multitud] de la familia iadu (1.14.35-36).
- iadu: los iadavas (1.14.38).
- iadu-kulasia: de la familia de [el rey] Iadu (1.15.32).
- iadu: el padre de la dinastía iadu (2.7.4).
- iadu-deva-devaḥ: adorado por los líderes [«dioses»] de los iadus (3.1.12).
- iadu: descendientes del rey Iadu (3.3.24).
- iadu-kuru-udvahau: quienes son lo mejor de los iadus y los kurus (4.1.59).
- iadu-putrasia: del hijo de Iadu (9.23.29).
- iadu-mukhiān: los principales de los iadus (9.24.49).
- iadu-puriām: en la ciudad de Krisná (Duarka) (10.1.11).
- iadu-patiḥ: el jefe de los iadus (10.1.27).
- iadu-striiaḥ: las mujeres de los iadus (10.1.61).
- iadu: los iadus (10.1.69).
- iadu-uttama: el mejor de los iadus [Krisná] (10.2.40).
- iadu-patiḥ: jefe de los iadus (10.20.44).
- iadu-patiḥ: jefe de los iadus (10.33.28).
- iadu-patiḥ: jefe de los iadus (10.35.24-25).
- iadu-puńgavam: el sobresaliente de los iadus (10.36.27).
- iadu-pura: de la ciudad de los iadus (10.36.37).
- iadu-vrishni-sātvatām: de los iadus, vrisnis y satuatas (10.37.23).
- iadu-patim: jefe de los iadus (10.37.24).
- iadu-uttamaḥ: el mejor de los iadus (10.38.23).
- iadu-uttamaḥ: el mejor de los iadus (10.39.35).
- iadu-uttama: oh, mejor de los iadus (10.41.16).
- iadu-cakra: del círculo de los iadus (10.41.17).
- iadu-vrishni-andhaka-madhu-dasarja kukura-adikan: los iadus, vrisnis, andhakas, madhus, dasarjas, kukuras, etc. (10.45.15-16).
- iadu-kula: de los iadus (10.45.29).
- iadu-uttamau: los dos mejores de los iadus (Krisná y Balarāma) (10.45.46).
- iadu-pateḥ: del jefe de los iadus (10.47.4).
- iadu-sadasi: en la asamblea de los iadus (10.47.12).
- iadu-purīm: a la ciudad de los iadus (Dvārakā) (10.49.30).
- iadu: de los iadus (10.50.4).
- iadu-rayaia: al rey de los iadus (Ugrasena) (10.50.40).
- iadu-deva: del dios de los iadus (Krisná) (10.50.50-53).
- iadu-kule: en la familia de los iadus (10.51.8).
- iadu: de Iadu (10.51.39-40).
- iadu: de los iadus (10.52.13).
- iadu-deva: oh, dios de los iadus (10.52.44).
- iadu-nandanaḥ: el amado hijo de los iadus (Krisná) (10.53.1).
- iadu-nandanam: el amado hijo de los iadus (Krisná) (10.53.30).
- iadu-pravīrāḥ: los grandes héroes de los iadus (10.54.35).
- iadu-puriām: la ciudad de los iadus (Dvārakā) (10.54.54).
- iadu-patau: jefe de los iadus (10.54.54).
- kuru-sṛiiñyaia-kaikeia-vidarbha-iadu-kuntaiaḥ: de los miembros de los kurus, srinyaias, kaikeias, vidarbhas, iadus y kuntis (10.54.58).
- iadu-nandana: oh, amado hijo de los iadus (10.56.6).
- iadu-rāyāia: para el rey de los iadus, Ugrasena (10.56.12).
- iadu-nandanaḥ: el amado hijo de los iadus (Balarāma) (10.57.24).
- iadu-nandana: oh, amado hijo de los iadus (10.58.44).
- iadu-uttamaḥ: el mejor de los iadus (Aniruddha) (10.62.1).
- iadu-vīrena: por el héroe de los iadus (10.62.25-26).
- iadu-udvaham: el más eminente de los iadus (10.62.28).
- iadu-kumārakāḥ: los niños de los iadus (10.64.1).
- iadu-nandanam: al amado hijo de los iadus (Balarāma) (10.65.27).
- iadu-patim: jefe de los iadus (10.67.9-10).
- iadu-nandanaḥ: el amado hijo de los iadus (10.68.8).
- iadu-puńgavānām: de los líderes de los iadus (10.68.53).
- iadu-puńgavaiḥ: por los líderes de los iadus (10.69.35).
- iadu-uttamaḥ: el más elevado de los iadus (10.70.18).
- iadu-vṛiddhāḥ: los mayores de los iadus (10.71.11).
- iadu-rāyam: el rey de los iadus (Ugrasena) (10.71.13).
- iadu-patinā: jefe de los iadus [Krisná] (10.71.18).
- iadu-sṛiiñyaia-kāmboya: los iadus, srinshaias y kamboyas (10.75.12).
- iadu-vīrān: los héroes de los iadus (10.75.29).
- iadu-udvahaḥ: el liberador de los iadus (10.78.8).
- iadu-nandana: amado hijo de los iadus (10.78.30).
- iadu: de los iadus (10.79.23).
- iadu-uttamasia: del mejor de los iadus (10.81.33).
- iadu-patiḥ: jefe de los iadus (10.83.36).
- iadu-deva: del dios de los iadus (Vasudeva) (10.84.71).
- iadu-śreṣṭha: el mejor de los iadus (10.85.23).
- iadu-vaṃśa: en la dinastía iadu (10.90.40).
- iadu-kula: de la familia de los iadus (10.90.41).
- iadu-vara-pariṣat: servido por los iadus o por los pastores de Vṛindāvana (10.90.48).
- iadu-uttamasia: del mejor de los iadus (10.90.49).
- iadu-kulasia: la familia de los iadus (11.1.4).
- iadu-deva: el dios de los iadus (Vasudeva) (11.1.11-12).
- iadu-nandanāḥ: los amados hijos de los iadus (11.1.13-15).
- iadu-rājaḥ: el rey de los iadus (11.1.21).
- iadu-uttamam: el mejor de los iadus (11.6.6).
- iadu-vaṃśe: en la familia de los iadus (11.6.25).
- iadu-vṛiddhān: a los mayores de los iadus (11.6.33).
- iadu-nandana: oh, amado hijo de los iadus (11.11.49).
- iadu-pravīram: al gran héroe de los iadus (11.29.36).
- iadu-puńgavāḥ: oh, mejor de los iadus (11.30.5).
- iadu-vṛiddhāḥ: los mayores de los iadus (11.30.10).
- iadu-devena: por el dios de los iadus (11.30.11).
- iadu-purīm: la ciudad de los iadus (Dvārakā) (11.30.47).
- pulinda-iadu-madrakān: descastados como los Pulindas, iadus y Madrakas (12.1.34).
- iadu-chakrasia: para el círculo de los iadus (12.12.36).